# White House Potential
White House Potential er afsnit 43 i Frank Hvam og Casper Christensens sitcom Klovn, første gang vist på TV2 Zulu 17. marts 2008.

## Handling
Mia får privatundervisning i mensendick af 60-årige Jønne, og hun lover at fodre hans kat, mens han er på Grønland.
Casper mener, at nu hvor Jarlen ikke er her længere må han være "den største herhjemme", og introducerer Frank for hans selvopfundne begreb, White House Potential. Han mener selvfølgelig, at han har White House Potential da 95 procent af alle hans beslutninger, ifølge ham selv, er rigtige. Frank er mere skeptisk, idet han påpeger at der ikke er nogen præsident i Danmark, og inden længe er to piger fra østblokken, Uffe Holm og Thomas Villum, Jønnes jacuzzi, et druknet blomsterbed og en gal Iben med i dumme forviklinger, der sår stor tvivl om Caspers White House Potential.

## Hovedskuespillere
- Casper Christensen som Casper
- Iben Hjejle som Iben
- Frank Hvam som Frank
- Mia Lyhne som Mia

## Gæsteoptrædener
- Uffe Holm som Uffe Holm
- Tomas Villum Jensen som Tomas Villum Jensen

| Fjernsyn | Spire Denne artikel om et tv-program er en spire som bør udbygges. Du er velkommen til at hjælpe Wikipedia ved at udvide den. |